# جيم سترونج (لاعب كرة قدم أمريكية)
جيم سترونج (بالإنجليزية: Jim Strong)‏ هو لاعب كرة قدم أمريكية أمريكي، ولد في 12 ديسمبر 1946 في سان أنطونيو في الولايات المتحدة.

## وصلات خارجية
- جيم سترونج على موقع مرجع كرة القدم المحترفة.كوم (الإنجليزية)
- جيم سترونج على موقع كلية كرة القدم في سبورتس رفرنس.كوم (الإنجليزية)